# Ruszków I (gromada)
Ruszków I (w latach 1960. Ruszków Pierwszy) – dawna gromada, czyli najmniejsza jednostka podziału terytorialnego Polskiej Rzeczypospolitej Ludowej w latach 1954–1972.
Gromady, z gromadzkimi radami narodowymi (GRN) jako organami władzy najniższego stopnia na wsi, funkcjonowały od reformy reorganizującej administrację wiejską przeprowadzonej jesienią 1954 do momentu ich zniesienia z dniem 1 stycznia 1973, tym samym wypierając organizację gminną w latach 1954–1972.
Gromadę Ruszków I z siedzibą GRN w Ruszkowie I (współczesna pisownia to Ruszków Pierwszy) utworzono – jako jedną z 8759 gromad na obszarze Polski – w powiecie kolskim w woj. poznańskim, na mocy uchwały nr 24/54 WRN w Poznaniu z dnia 5 października 1954. W skład jednostki weszły obszary dotychczasowych gromad Dobrów, Janów, Łęka, Ruszków I i Ruszków II, oraz miejscowości Police Średnie (wieś) i Police Ruszkowskie (wieś) z dotychczasowej gromady Police Średnie ze zniesionej gminy Kościelec w tymże powiecie. Dla gromady ustalono 22 członków gromadzkiej rady narodowej.
31 grudnia 1961 z gromady Ruszków Pierwszy wyłączono miejscowości Janów i Praksedów, włączając je do gromady Koźmin w powiecie tureckim w tymże województwie.
1 stycznia 1962 z gromady Ruszków Pierwszy wyłączono miejscowości Łęka, Michałówek, Police Ruszkowskie i Police Średnie, włączając je do gromady Kościelec w tymże powiecie, po czym gromadę Ruszków Pierwszy zniesiono, a jej (pozostały) obszar włączono do gromady Koło w powiecie kolskim.